# Dick Edmed
Richard Alfred „Dick“ Edmed (* 14. Februar 1904 in Gillingham; † 14. Februar 1984 ebenda) war ein englischer Fußballspieler. Als technisch versierter, schneller und torgefährlicher Rechtsaußen war er zwischen 1926 und 1930 eine feste Größe des FC Liverpool, wenngleich er mit den „Reds“ keinen Meister- oder Pokaltitel gewinnen konnte.

## Sportlicher Werdegang
Edmeds Profifußballerkarriere begann zunächst unspektakulär nach Anfängen bei den Chatham Centrals und Rochester Sports ab der Saison 1923/24 beim heimischen Drittligisten FC Gillingham. Er absolvierte in den ersten beiden Jahren aber gerade einmal sechs Pflichtspiele für die erste Mannschaft und arbeitete darüber hinaus bei den Schiffswerften in Chatham. In der Spielzeit 1925/26 gelang ihm dann als Rechtsaußen der sportliche Durchbruch und empfahl sich mit sieben Treffern aus 19 Ligapartien für höhere Aufgaben. Noch vor Ablauf der Saison wechselte er am Tag seines letzten Spiels gegen Southend United (3:1), in dem er auch noch einmal getroffen hatte, am 20. Januar 1926 für eine Ablösesumme von 1.800 Pfund zum Erstligisten FC Liverpool.
Als technisch begabter Flügelspieler verpasste Edmed in der Spielzeit 1926/27 nur vier Ligapartien und war diesbezüglich in der anschließenden Saison 1927/28 „dauerpräsent“ (wie nur noch sein Mannschaftskamerad Tom Bromilow in diesem Jahr). In seinem zweiten Jahr zeigte er sich mit 14 Ligatoren zunehmend treffsicher. Dies galt als eine gute Quote für einen Außenspieler, wobei dazu drei Elfmeter zählten. Die Aufgabe des regulären Strafstoßschützen übernahm dann Robert Done in der Saison 1928/29, aber dessen ungeachtet steigerte Edmed seine Ausbeute noch einmal auf 16 Tore. Die Stärken des leichtgewichtigen und vergleichsweise kleinen Edmed lagen dabei in Schnelligkeit, Cleverness und Geradlinigkeit. Auch in der Saison 1929/30 absolvierte er noch die Mehrzahl der Partien, bevor ihn ein Knorpelschaden immer häufig pausieren ließ. Schon vor Abschluss der Spielzeit hatte er dann seinen Stammplatz verloren und im folgenden Jahr kam er nur noch auf 12 Einsätze, bevor ihn Harold Barton endgültig verdrängte. Ein weiteres Jahr später ließ er ab Mai 1932 beim Ligakonkurrenten Bolton Wanderers seine Profikarriere ausklingen, bestritt aber bei seiner letzten Station nur noch vier Begegnungen. Spektakulär hingegen war noch sein Debüt für Bolton gewesen, das Edmed mit seinem neuen Klub gegen Liverpool mit 8:1 am 7. Mai 1932 gewann und dazu einen Treffer beisteuerte. Nach dem Ende der sportlichen Laufbahn kehrte Edmed in seine Heimat Kent zurück. Dort verstarb er am Tag seines 80. Geburtstags im Februar 1984.